# Straub-Verpackungen
Die Straub-Verpackungen GmbH (ehemals Josef Straub Söhne GmbH Wellpappenwerke) mit Sitz in Bräunlingen ist ein Unternehmen, das Packmittel aus Wellpappe herstellt.

## Geschichte

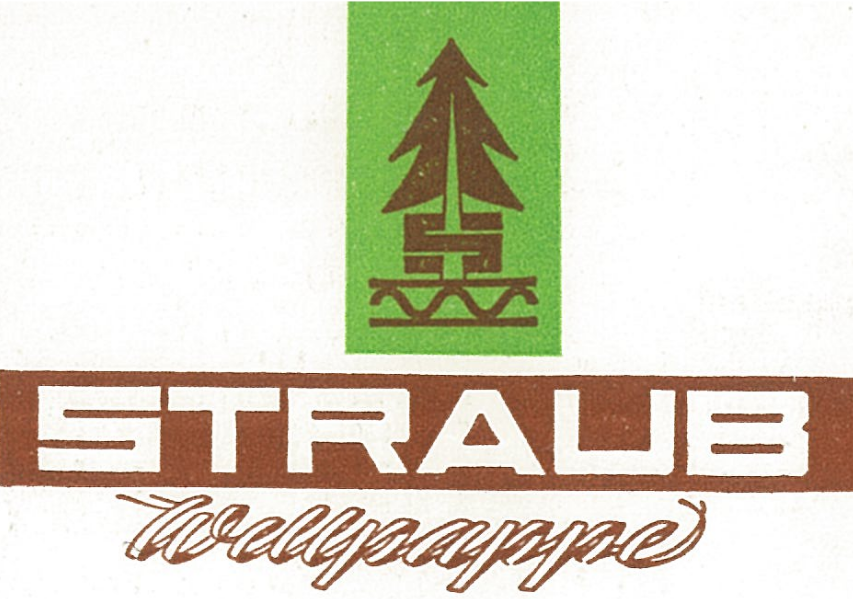
Logo der Josef Straub Söhne GmbH Wellpappenwerke, Stand 1961

Im Jahre 1823 erwarb der Müllermeister Franz Anton Straub die Bräunlinger Stadtmühle. Die Mühle wurde von mehreren Generationen der Familie betrieben, 1905 wurde sie um eine Produktionsanlage für Holzwolle erweitert. Im Jahr 1925 wurde im Gebäude der Mühle mit der Produktion von Wellpappe begonnen, 1936 ein Fabrikgebäude für die Wellpappenproduktion neben der Mühle errichtet. Die Produktion von Holzwolle wurde 1950 eingestellt. Nach dem Zweiten Weltkrieg wurde im 10 km südlich von Bräunlingen gelegenen Blumberg ein Zweigwerk zunächst in einem bereits bestehenden Fabrikgebäude betrieben, 1960 wurde dort ein neues Fabrikgebäude erbaut. In Bräunlingen erfolgte ab 1969 der Bau mehrerer neuer Firmengebäude. Zwischen 1967 und 2000 produzierte das Unternehmen auch Schaumstoff-Verpackungen unter dem Markennamen Würipor. Stand 2012 waren in Bräunlingen 330 und in Blumberg 170 Mitarbeiter beschäftigt.

## Produkte
Straub produziert Verpackungen, Trays und Displays aus Wellpappe. Diese können unbedruckt oder per Digitaldruck, Flexodruck oder Offsetdruck bedruckt sein. Die benötigte Wellpappe wird im eigenen Unternehmen hergestellt; Stand Juli 2025 sind dies laut Unternehmensangaben täglich 439 Tonnen bzw. rund 887 000 m².

## Tochterunternehmen
Aktuelle Tochterunternehmen:
- Papierfabrik Vreden, Vreden, gegründet 1952 als gemeinsames Tochterunternehmen (je 50 %) von Straub und der Wellpappenfabrik Sausenheim, seit 2014 im Alleinbesitz von Straub
- Beer Verpackungen, Dällikon ZH (Schweiz), erworben 1990
- Wellstar-Packaging GmbH, Bräunlingen, gegründet 2003
- Sewapack, Bischwiller (Frankreich), beteiligt seit 2012

Ehemalige Tochterunternehmen (Auswahl)
- efkadruck, Trossingen, erworben 1985 von den Papierwerken Waldhof-Aschaffenburg, 2006 verkauft an Kraft Druck, Ettlingen
- Idee Display, Trossingen, erworben 1999[7], 2014 an Kraft Druck verkauft
- A&S Verpackungsservice GmbH, Lustadt, gegründet 2006, liquidiert 2015